# Кайраклы (приток Кужи)
Кайраклы — река в Бурзянском районе Башкортостана. Левый приток реки Кужа (бассейн Нугуша).
Длина реки 10 км. Протекает в горных лесах Южного Урала. Исток на западных склонах горы Масим, в 11 км к юго-западу от деревни Новомусятово. Общее направление течения — северо-западное. Впадает в Кужу по левому берегу в 26 км от её устья и в 9 км к юго-востоку от деревни Галиакберово. 
Основное приток — Беткасык (пр). 
Населённых пунктов в бассейне реки нет.

## Данные водного реестра
По данным государственного водного реестра России относится к Камскому бассейновому округу, водохозяйственный участок реки — Нугуш от истока до Нугушского гидроузла, речной подбассейн реки — Белая. Речной бассейн реки — Кама.
Код объекта в государственном водном реестре — 10010200312111100017903.